# سلیمانو حمیدو
سلیمانو حمیدو (انگلیسی: Souleymanou Hamidou؛ زادهٔ ۲۲ نوامبر ۱۹۷۳) یک بازیکن فوتبال اهل کامرون است.
وی همچنین در تیم ملی فوتبال کامرون بازی کرده‌است.